# Niels Henry Secher
Niels Henry Secher (født 24. juni 1946 på Frederiksberg, Danmark) er en dansk tidligere roer, overlæge og medicinalforsker.
Secher deltog for Danmark ved både OL 1968 i Mexico City, og ved OL 1972 i München. Ved 1968-legene var han med i singlesculler, og sluttede på 8. pladsen i konkurrencen, mens han ved 1972-legene sammen med Jørgen Engelbrecht blev nr. 4 i dobbeltsculler.
Secher og Engelbrecht vandt desuden en VM-guldmedalje i dobbeltsculler ved VM 1970 i Canada.
Senere i livet arbejdede Secher i en årrække som overlæge ved Rigshospitalet og opnåede i 2004 titel af professor i anæstesiologi.